# Kingscote
Kingscote es el pueblo más grande de la Isla Canguro, una isla ubicada cerca de la costa sur del estado australiano de Australia Meridional. Es un importante centro turístico, además de ser el centro administrativo y de comunicaciones de la isla. Es hogar de una colonia de los pingüinos más pequeños del mundo, el pingüino azul. Kingscote es, además, el asentamiento europeo más antiguo de Australia Meridional. Para 2011, Kinsgcote tenía una población de 2034 habitantes.

## Historia
La Compañía de Australia Meridional estableció su colonia en Kingscote en Reeves Point el 27 de julio de 1836, siendo este el primer asentamiento europeo oficial de Australia Meridional. Los primeros colonos llegaron a bordo del Duke of York. Luego se sugirió que Kingscote podía convertirse en la capital de Australia Meridional, pero debido a que los recursos de la isla eran insuficientes como para soportar a una comunidad tan grande, la Compañía de Australia Meridional se trasladó unos seis meses después a Adelaida, poco después de haber enviado agrimensores para encontrar una mejor ubicación.
La historia del área se encuentra en exhibición en el museo de Hope Cottage, al norte del pueblo. Hope Cottage fue una de las tres primeras casas construidas en Kingscote, circa 1850, junto con las cabañas aledañas de Faith y Charity. (Faith fue demolida tiempo después.)
El Viejo Árbol de Mulberry en Reeves Point fue plantado en 1836 y aún da fruta. Reeves Point ha sido incluido en la lista de Lugares de Herencia Australiana.
El pueblo actual de Kingscote se encuentra inmediatamente al sur del asentamiento original en Reeves Point en un área conocida originalmente como Queenscliffe (el origen del nombre del Hotel Queenscliffe en la calle Dauncey).

## Clima
Kingscote tiene un clima mediterráneo (Csa en la clasificación de Köppen), en donde la mayor parte de la lluvia cae en los meses de invierno.
| Parámetros climáticos promedio de Kingscote | Parámetros climáticos promedio de Kingscote | Parámetros climáticos promedio de Kingscote | Parámetros climáticos promedio de Kingscote | Parámetros climáticos promedio de Kingscote | Parámetros climáticos promedio de Kingscote | Parámetros climáticos promedio de Kingscote | Parámetros climáticos promedio de Kingscote | Parámetros climáticos promedio de Kingscote | Parámetros climáticos promedio de Kingscote | Parámetros climáticos promedio de Kingscote | Parámetros climáticos promedio de Kingscote | Parámetros climáticos promedio de Kingscote | Parámetros climáticos promedio de Kingscote |
| Mes                                         | Ene.                                        | Feb.                                        | Mar.                                        | Abr.                                        | May.                                        | Jun.                                        | Jul.                                        | Ago.                                        | Sep.                                        | Oct.                                        | Nov.                                        | Dic.                                        | Anual                                       |
| ------------------------------------------- | ------------------------------------------- | ------------------------------------------- | ------------------------------------------- | ------------------------------------------- | ------------------------------------------- | ------------------------------------------- | ------------------------------------------- | ------------------------------------------- | ------------------------------------------- | ------------------------------------------- | ------------------------------------------- | ------------------------------------------- | ------------------------------------------- |
| Temp. máx. abs. (°C)                        | 40.6                                        | 41.0                                        | 35.8                                        | 31.0                                        | 24.7                                        | 22.4                                        | 22.0                                        | 23.0                                        | 27.5                                        | 37.3                                        | 39.4                                        | 38.8                                        | 41.0                                        |
| Temp. máx. media (°C)                       | 23.7                                        | 23.5                                        | 22.2                                        | 19.8                                        | 17.5                                        | 15.4                                        | 14.6                                        | 15.0                                        | 16.5                                        | 18.5                                        | 20.5                                        | 22.3                                        | 19.1                                        |
| Temp. mín. media (°C)                       | 14.9                                        | 15.4                                        | 14.3                                        | 12.5                                        | 10.8                                        | 9.3                                         | 8.4                                         | 8.3                                         | 9.1                                         | 10.3                                        | 12.0                                        | 13.6                                        | 11.6                                        |
| Temp. mín. abs. (°C)                        | 8.3                                         | 8.9                                         | 6.1                                         | 5.6                                         | 2.8                                         | -1.1                                        | 2.1                                         | 2.0                                         | 1.6                                         | 2.2                                         | 4.7                                         | 6.1                                         | -1.1                                        |
| Precipitación total (mm)                    | 14.7                                        | 17.0                                        | 18.4                                        | 35.1                                        | 58.6                                        | 72.5                                        | 77.7                                        | 65.2                                        | 47.4                                        | 37.1                                        | 23.0                                        | 19.2                                        | 483.6                                       |
| Días de precipitaciones (≥ 1 mm)            | 3.6                                         | 3.5                                         | 5.0                                         | 8.7                                         | 12.8                                        | 15.7                                        | 18.1                                        | 16.8                                        | 12.9                                        | 10.0                                        | 6.7                                         | 5.3                                         | 119.1                                       |
| Fuente:                                     |                                             |                                             |                                             |                                             |                                             |                                             |                                             |                                             |                                             |                                             |                                             |                                             |                                             |

## Infraestructura
Kingscote cuenta con una escuela que ofrece cursos desde el primer hasta el último año, un hospital, un supermercado, una oficina de correos, y oficinas gubernamentales. Es el centro administrativo del Consejo de la Isla Canguro, cuyas oficinas han sido renovadas significativamente en años recientes.
Existe un gran muelle y un puerto, utilizados anteriormente para los buques de carga y descarga Troubridge y Island Seaway.
Kingscote cuenta con una piscina pública, además de un centro deportivo con un óvalo y canchas de netball adyacentes.
El Aurora Ozone Seafront Hotel, con su estatua de sirena, ha sido un edificio bien conocido en la costa de Kingscote desde que abrió sus puertas en 1907.

## Galería

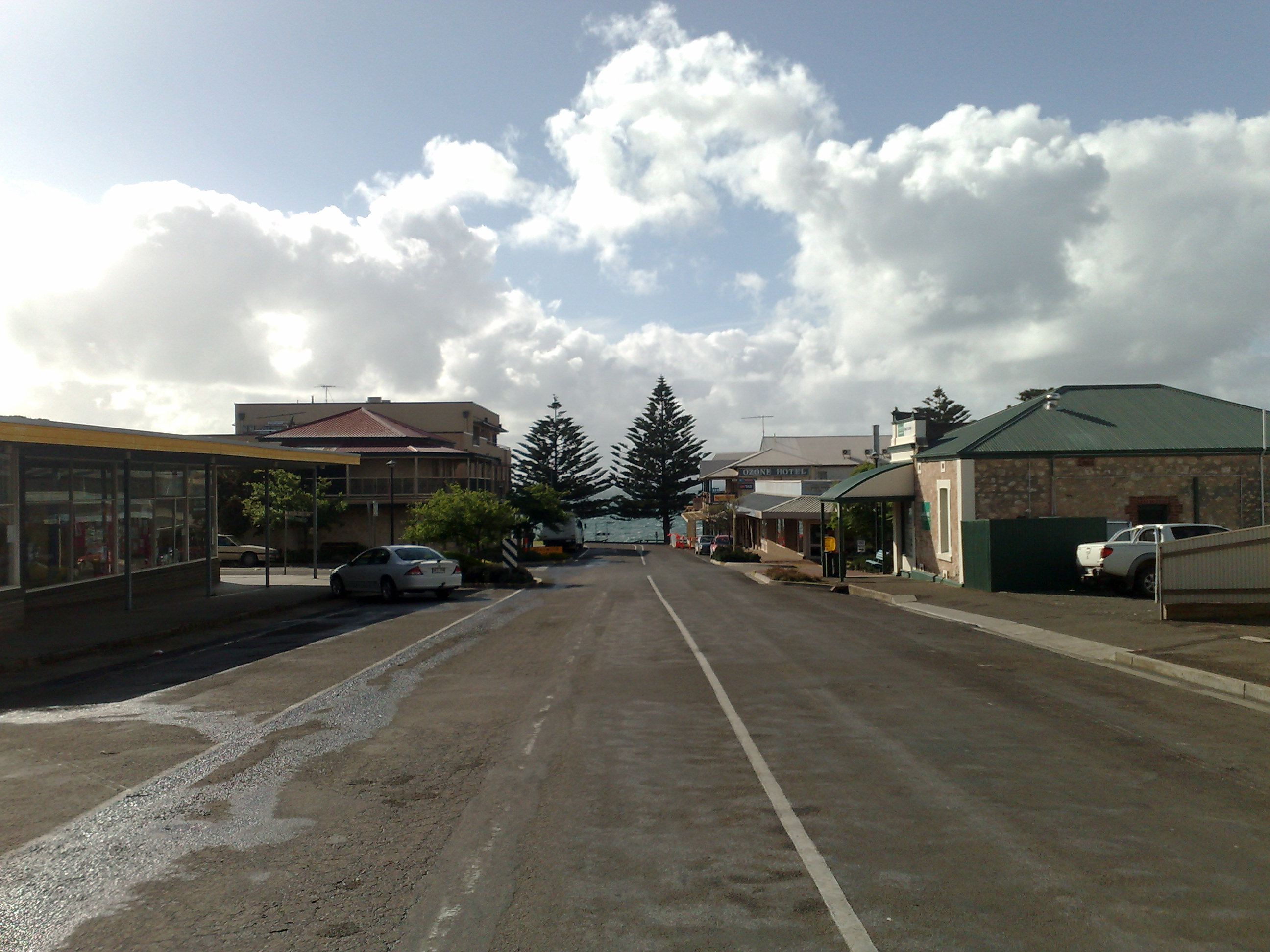
Calle Commercial
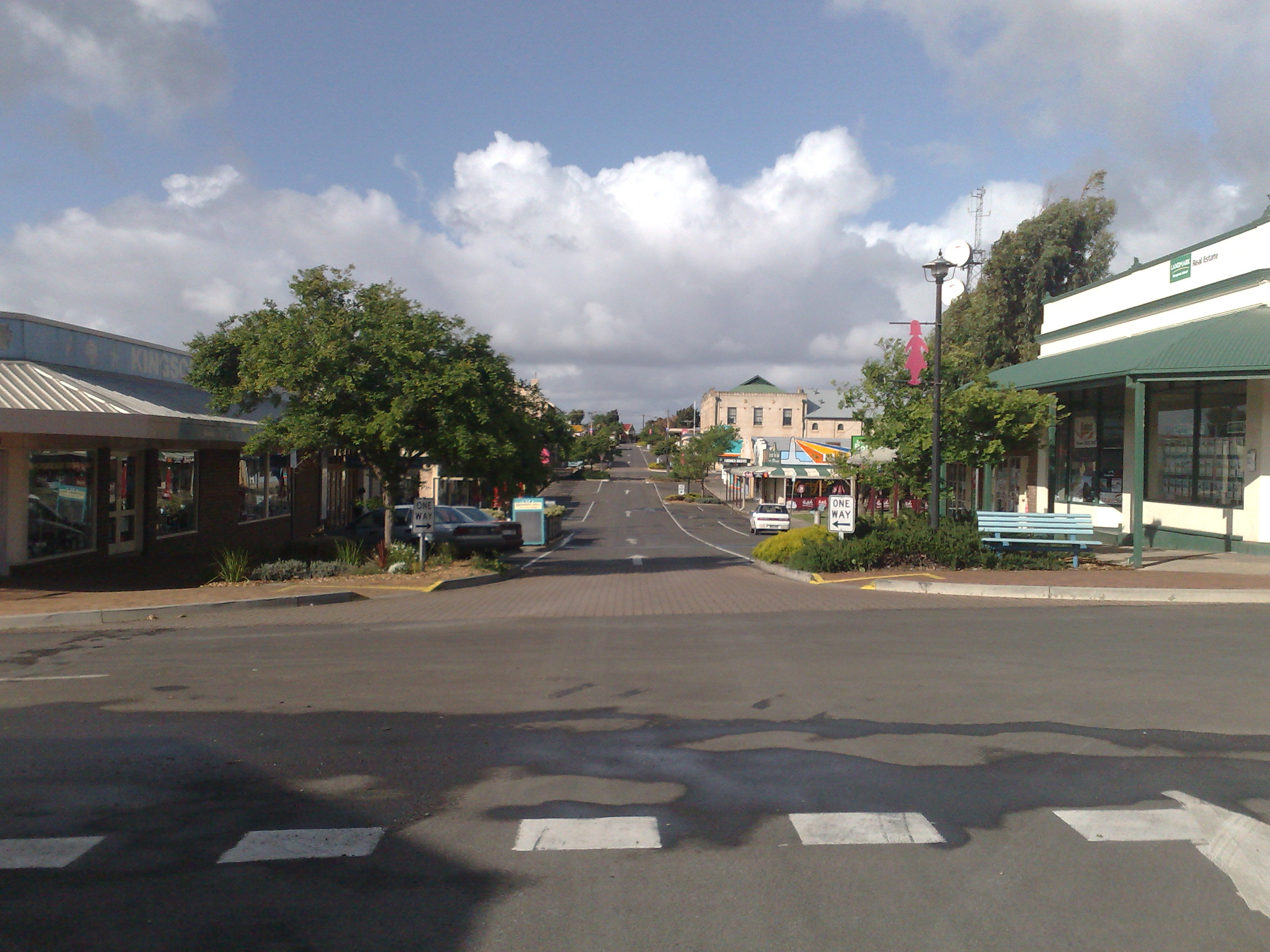
Calle Dauncey
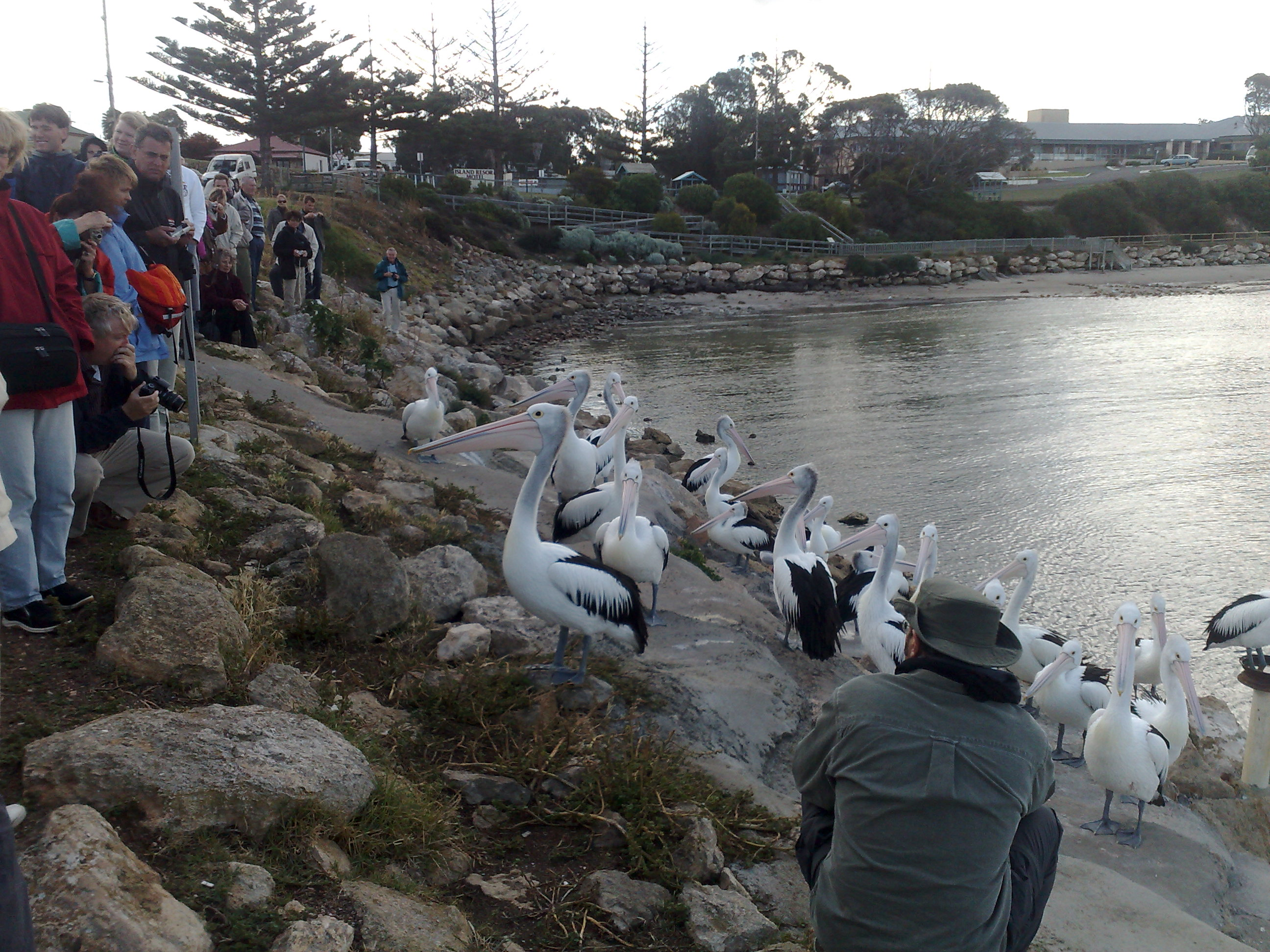
Pelícanos
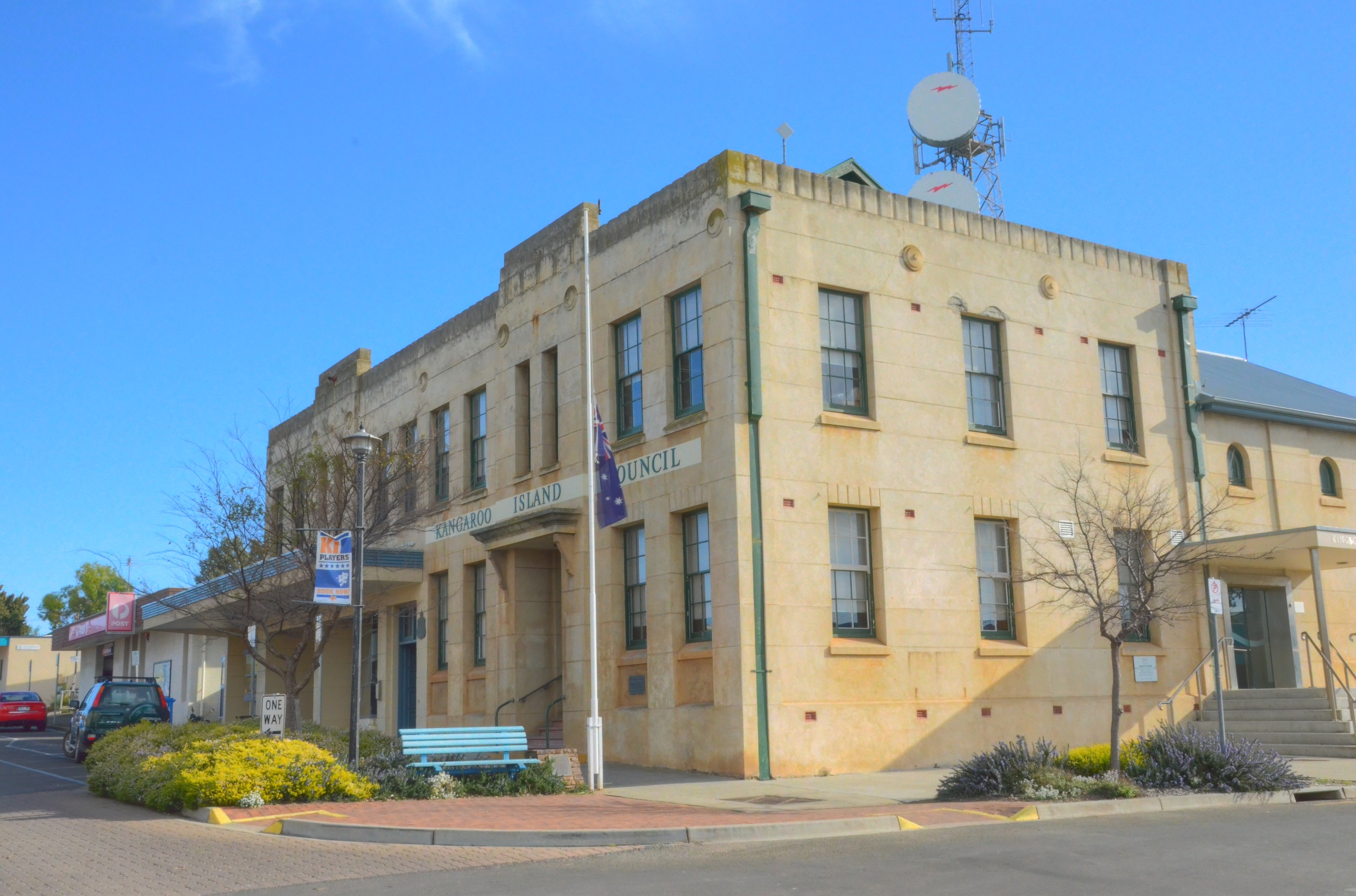
Oficinas del Consejo
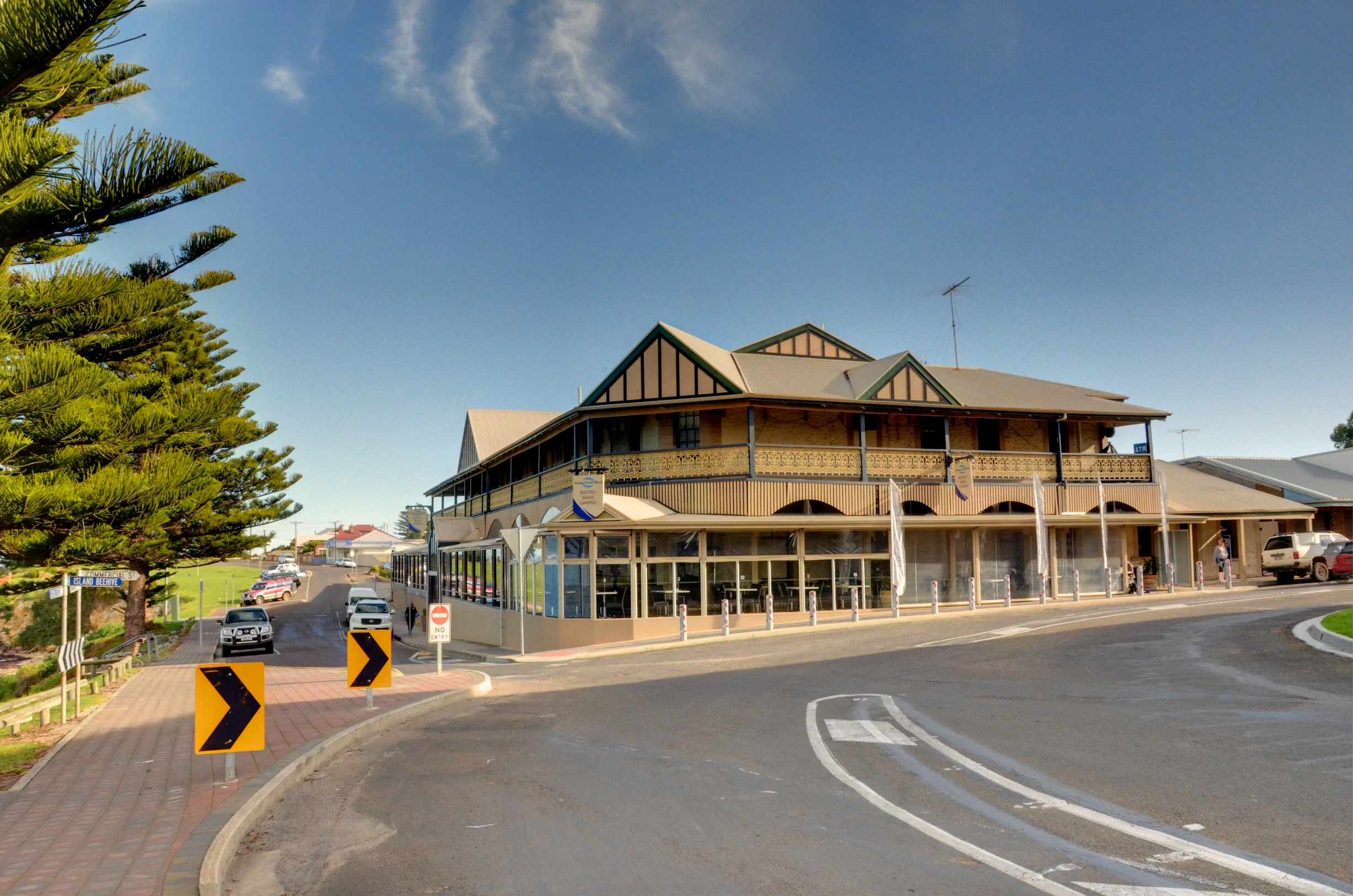
Aurora Ozone Hotel